# Sonneborn-Bergersysteem
Het Sonneborn-Bergersysteem (SB-systeem) is een systeem dat eind 19e eeuw werd bedacht om met name bij denksporten als dammen en schaken spelers te klasseren, die met hetzelfde puntenaantal zijn geëindigd. Het systeem werd genoemd naar William Sonneborn (1843-1906) en Johann Berger, in de veronderstelling dat zij de bedenkers waren, maar dat is een misvatting. In werkelijkheid is het systeem bedacht door de Oostenrijkse schaakmeester Oscar Gelbfluhs (in 1873) en uitgewerkt door Hermann Neustadtl (in 1882). Sonnenborn en Berger brachten het systeem voor het eerst in praktijk bij een toernooi in Liverpool in 1886.
In het systeem worden de door de tegenstanders behaalde punten bij elkaar opgeteld waarbij de punten van verslagen tegenstanders in geheel tellen, hun punten bij remises voor de helft tellen en de punten van verliespartijen niet worden meegeteld. Het systeem kan zowel in een rond toernooi als in een toernooi volgens het Zwitsers systeem worden toegepast.